# NGC 412
NGC 412 је ознака објекта на координатама са ректансцензијом 1h 10m 20,0s и деклинацијом - 20° 0" 54'. Открио га је Френсис Ливенворт, 15. октобра 1885. Каснијим посматрањима на том положају није уочен никакав астрономски објекат.